# Kaliningradská oblast
Kaliningradská oblast je ruská exkláva na pobřeží Baltského moře, nazvaná podle svého střediska Kaliningradu. Od zbytku Ruské federace je oddělena územím Evropské unie, přímé spojení existuje po moři z Petrohradu. Je to nejzápadnější oblast Ruské federace v Evropě. Sousedí na severu a východě s Litvou a na jihu s Polskem. Historicky se jedná o severní část Východního Pruska a do závěru druhé světové války zde žili převážně Němci (kteří následně uprchli nebo byli vysídleni, a to takřka beze zbytku).
Kromě Kaliningradu (historicky česky Královec, německy Königsberg) jsou dalšími významnými městy říční přístav Sovětsk (Tylže, Tilsit) na Němenu, železniční uzel Čerňachovsk (Insterburg) a přístav Baltijsk (Pilava, Pillau). Podle sčítání lidu z roku 2021 žilo v oblasti přes milión lidí, z toho 90 % byli Rusové.
Na místním pobřeží má v současnosti svoji námořní základnu Baltská flota. Místní přístavy jsou jediné ruské přístupy k Baltskému moři, které přes zimu nezamrzají. Nachází se zde taky jaderná elektrárna ve výstavbě, tzv. Kaliningradská jaderná elektrárna. V Kaliningradu stojí Baltská federální univerzita Immanuela Kanta, která navazuje na historii Královecké univerzity Albertina založené v roce 1544.

## Historie

### Středověk a starší novověk
Původně byla Kaliningradská oblast obydlená lidem Sembů, kteří patřili mezi kmeny starých Prusů. Zalesněná a bažinatá země, obývaná těmito roztroušenými a politicky nejednotnými kmeny, byla do roku 1283 dobyta Řádem německých rytířů. Křižáci založili v roce 1255 na počest českého krále Přemysla Otakara II. město Královec (německy Königsberg, dnešní Kaliningrad), který se stal hlavním sídlem. Do oblasti začali proudit němečtí osadníci, kteří postupně Prusy asimilovali. Albrecht Braniborský nechal řád v roce 1525 sekularizovat, a založil tak Pruské vévodství. V roce 1618 došlo k personální unii Pruska s Braniborskem a oblast se později stala součástí Pruského království pod vládou Hohenzollernů. Po prvním dělení Polska (1772) vznikla provincie Východní Prusko (Ostpreußen), která přetrvala až do roku 1945.

### Od 19. století do roku 1945

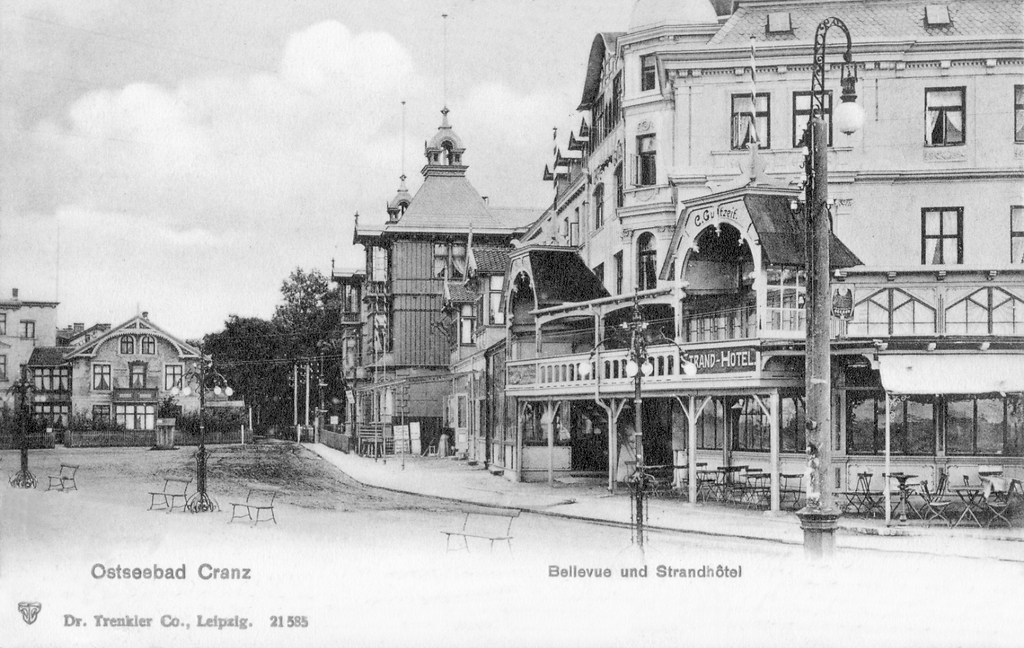
Německé letovisko v Cranzu (dnešní Zelenogradsk)

V roce 1871 vzniklo Německé císařství a Východní Prusko bylo jeho nejvýchodnějším územím. První světová válka zasáhla jeho východní oblasti v letech 1914–1915, kdy byly dobyty ruskými vojsky a dnešní Nestěrov (německy Stallupönen) byl při bojích těžce poničen. Po roce 1919 byla celá oblast oddělena od samotného Německa tzv. polským koridorem, který zaručoval nově vzniklému Polsku přístup k moři. Následně bylo území severně od řeky Němen včetně přístavu Klaipeda (německy Memel) dáno pod mezinárodní správu a nakonec se stalo v roce 1924 součástí Litvy. Ztráta významného přístavu a oddělení od zbytku státu se na místní ekonomice podepsaly velice negativně.
S nástupem nacismu přestaly oficiálním místům vyhovovat názvy sídel, které vznikly z původních pruských jmen, a tak v roce 1938 došlo jejich k plošnému poněmčení. Příkladem může být dnešní Krasnoznamensk, který nesl jméno Lasdehnen, znamenající v pruštině lískový keř. Novým jménem se stal Hasselberg, nesoucí podobný význam v němčině. 
Během druhé světové války byla většina velkých měst jako Tylže, Insterburg či Královec vystavena bombardování a při ústupových bojích Wehrmachtu s Rudou armádou byla historická centra téměř srovnána se zemí. Vlivem toho se v Kaliningradské oblasti dochovalo velmi málo památek. Na konci druhé světové války začala německá operace Hannibal, která měla za cíl evakuovat většinu německého obyvatelstva a vojska z Východního Pruska před postupujícími Sověty. Šlo o největší akci toho druhu v dějinách, bylo evakuováno asi 1,2 milionu osob. 
Rudá armáda dobyla Královec 9. dubna 1945. Postupimská dohoda přiřkla v roce 1945 jižní (o něco větší) část Východního Pruska Polsku a severní část Sovětskému svazu. Dělicí linie byla vedena dosti přímočaře bez ohledu na geografické podmínky, zhruba podél 54°20' severní šířky. Ze sovětského záboru byla vytvořena samostatná oblast jako exkláva Ruské SFSR, sousedící vnitrostátně pouze s Litevskou SSR. Zbývající německé obyvatelstvo bylo odsunuto do Německa a jejich místo zabrali Rusové především z oblasti centrálního Ruska a Povolží.

### Po válce
V roce 1946 došlo v souvislosti s kompletní výměnou obyvatelstva také k další vlně přejmenování, tentokrát prakticky všech sídel včetně největších měst a většinou bez jakékoli souvislosti s dosavadními názvy. Z Královce se stal Kaliningrad na počest předního sovětského politika Michaila Kalinina, pročež i celá oblast, původně Kjonigsbergskaja (Кёнигсбергская область), změnila název na Kaliningradskou. Dále např. Tylže byla přejmenována na Sovětsk (podle sovětů), Insterburg na Čerňachovsk podle sovětského generála, který padl při dobývání Královce, a již zmíněný jednou přejmenovaný Hasselberg byl nazván Krasnoznamensk podle fráze znamenající „rudý prapor“. Tyto nové názvy přežily i pád Sovětského svazu, jelikož již byly zažité a žádní pamětníci historických názvů zde ostatně nezůstali.

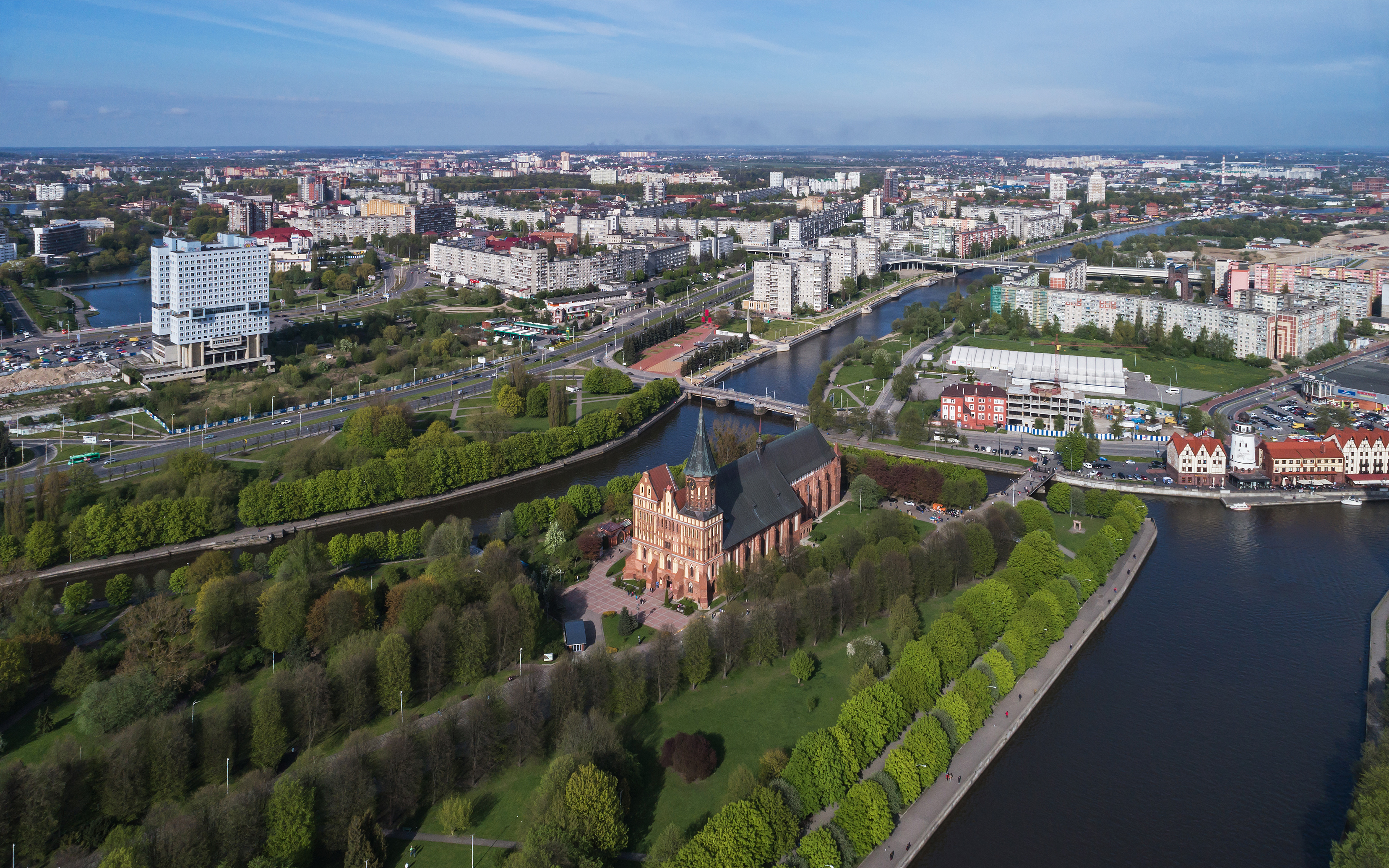
Letecký pohled na moderní Kaliningrad

Obnova a nový rozvoj započal se začátkem Studené války. Místní přístavy se staly strategickými kotvišti pro Baltskou flotu a následně byl Kaliningrad uzavřen pro cizince. Rozvoj se ovšem týkal především pobřežní zóny, vnitrozemí zdaleka nedosáhlo předválečného zalidnění a prosperity. 
Po rozpadu SSSR v roce 1991 území zůstalo součástí Ruska jako jeho exkláva. Na místní ekonomice se velmi negativně podepsalo přistoupení sousední Litvy a Polska do Evropské unie v roce 2004. Celá oblast se tak dostala do izolace, začala se zhoršovat ekonomická situace a narůstat nezaměstnanost. K dalšímu zhoršení došlo po snížení stavů místní ruské vojenské posádky, která zaměstnávala mnoho místních obyvatel. 
K oživení došlo až s přidělením statusu speciální ekonomické zóny, díky níž mohou firmy platit snížené výrobní daně. Od té doby postavily v oblasti své závody například automobilky GM, BMW či Kia. Pozitivní vliv mělo rovněž oživení turismu a lázeňství na pobřeží Baltského moře. V roce 2007 došlo k otevření nového civilního letiště.

## Oblastní symboly

### Vlajka
Vlajka Kaliningradské oblasti je tvořena listem o poměru stran 2:3 se třemi vodorovnými pruhy, červeným, žlutým a modrým, o poměru šířek 3:1:3. V horním (červeném) pruhu v žerďovém rohu je vyobrazena stříbrná pevnost ze znaku, s monogramem ruské carevny Alžběty Petrovny.

## Geografie
Celá oblast se vyznačuje jemně zvlněným nížinným charakterem s morénovými pahorkatinami. Nejvyšší kopce nepřevyšují 230 m n. m. Mezi největší řeky patří Pregola, protékající Kaliningradem, a Němen, který tvoří přírodní hranici s Litvou. Dále protékají územím menší řeky Węgorapa a Instruč, které na svém soutoku tvoří právě řeku Pregolu, a Lava, která je její levý přítok. Na severu se nachází Kurský záliv, který od Baltského moře dělí Kurská kosa. Jedná se o poloostrov dlouhý asi 100 km a široký jen od 400 m do 3,8 km. Jihovýchodní oblasti jsou hustě zalesněné. Nachází se zde největší lesní porost (250 km²), tzv. Romincké vřesoviště (rusky Červený les), a ledovcové Vištyterské jezero. Na západě ční do Baltského moře Sambijský poloostrov, kde se nachází největší světové zásoby jantaru. Jih pobřeží je lemován Viselským zálivem, který je také od vlastního moře oddělen kosou. V tomto případě se jedná o tzv. Viselskou kosu (délka 60 km, šířka 600 m až 2 km).

## Obyvatelstvo
Podle sčítání lidí z roku 2021 žilo v oblasti 1 029 966 obyvatel. Kaliningradská oblast patří k jedné z mála ruských oblastí, kde od rozpadu Sovětského svazu došlo k nárůstu počtu obyvatel. Podle sčítání obyvatel z roku 1989 měla oblast jen 871 283 obyvatel.

### Města
Historie všech měst v Kaliningradské oblasti byla významně ovlivněna výsledkem druhé světové války, v jistém smyslu byla zcela vymazána. Zdejší města bývají podle kontextu označována buď historickým, nebo současným názvem, a to prakticky jako by se jednalo o různá sídla (například není obvyklé říkat, že Immanuel Kant žil v Kaliningradě, podobně se nehovoří o „Sedmi mostech města Kaliningradu“ nebo „Sovetském míru“).
V období leden 1944 – duben 1945 došlo k námořní evakuaci většiny německého obyvatelstva do dnešního Německa a po příchodu Rudé armády byl i zbytek Němců odsunut. Populace většiny měst tak klesla téměř na nulu a ne všechna města se podařilo dosídlit. Kaliningrad se dostal na předválečnou úroveň obyvatelstva až po roce 1979. Tylže, nově Sovětsk, svých předválečných 60 tisíc obyvatel již nikdy nedosáhla, a podobný osud potkal většinu vnitrozemských sídel. Oproti tomu přímořská města jako například Baltijsk či Zelenogradsk mají díky nárůstu rekreace a lázeňství několikanásobně více obyvatel než před válkou.
| Pořadí | Město        | Znak | Rajón                    | Obyvatelé 2021 | Původně německy | polsky    | litevsky     | česky    |
| ------ | ------------ | ---- | ------------------------ | -------------- | --------------- | --------- | ------------ | -------- |
| 1.     | Kaliningrad  |      | město oblastního významu | 498 260        | Königsberg      | Królewiec | Karaliaučius | Královec |
| 2.     | Sovětsk      |      | město oblastního významu | 38 514         | Tilsit          | Tylża     | Tilžė        | Tylže    |
| 3.     | Čerňachovsk  |      | Čerňachovský             | 35 375         | Insterburg      | Wystruć   | Įsrutis      | Instruč  |
| 4.     | Baltijsk     |      | Baltijský                | 33 946         | Pillau          | Piława    | Piliava      | Pilava   |
| 5.     | Gusev        |      | Gusevský                 | 28 484         | Gumbinnen       | Gąbin     | Gumbinė      |          |
| 6.     | Svetlyj      |      | město oblastního významu | 21 441         | Zimmerbude      | Buda      | Cimerbūdė    |          |
| 7.     | Gurjevsk     |      | Gurjevský                | 19 670         | Neuhausen       | Romnowo   | Romuva       |          |
| 8.     | Gvardějsk    |      | Gvardějský               | 13 353         | Tapiau          | Tapiewo   | Tepliava     | Tapiava  |
| 9.     | Zelenogradsk |      | Zelenogradský            | 13 155         | Cranz           | Koronowo  | Krantas      |          |
| 10     | Něman        |      | Němanský                 | 10 765         | Ragnit          | Ragneta   | Ragainė      |          |

### Národnostní složení
Národnostně je oblast dosti homogenní. Z předválečné německy, litevsky či polsky mluvící populace se nedochovalo nic. Po roce 1991 ale začali do oblasti migrovat Němci a Poláci z rodin kdysi vysídlených do Kazachstánu či na Sibiř. Národnostní složení v roce 2021 bylo následující (procenta uvádějí podíl z obyvatel, kteří nějakou národnost uvedli, tj. asi 86 % celku):
| - 809 546 Rusové (91,3 %) - 12 515 Ukrajinci (1,4 %) - 11 360 Bělorusové (1,3 %) - 8 379 Arméni (0,9 %) - 4 279 Litevci (0,5 %) - 4 118 Němci (0,5 %) |  | - 3 250 Tataři (0,4 %) - 2 581 Uzbekové (0,3 %) - 2 555 Azerové (0,3 %) - 1 402 Poláci (0,2%) - 30 824 ostatní (3,5 %) - 143 260 národnost neuvedlo |

Z vývoje národnostních menšin za dob Sovětského svazu a následně Ruské federace jde vypozorovat výrazný pokles, který nastal po roce 1989. Od pádu komunismu se snížil počet obyvatel hlásících se k jiné než ruské národnosti na pětinu.
| Sčítání lidu | 1959             | 1970             | 1979             | 1989             | 2002             | 2010             | 2021             |
| ------------ | ---------------- | ---------------- | ---------------- | ---------------- | ---------------- | ---------------- | ---------------- |
| Rusové       | 473 861 (77,6 %) | 564 469 (77,1 %) | 632 717 (78,3 %) | 683 563 (78,5 %) | 786 885 (82,4 %) | 772 534 (86,4 %) | 809 546 (91,3 %) |
| Ukrajinci    | 35 717 (5,8 %)   | 48 044 (6,6 %)   | 54 656 (6,8 %)   | 62 750 (7,2 %)   | 47 229 (4,9 %)   | 32 771 (3,7 %)   | 12 515 (1,4 %)   |
| Bělorusové   | 57 178 (9,4 %)   | 68 808 (9,4 %)   | 72 465 (9,0 %)   | 73 926 (8,5 %)   | 50 748 (5,3 %)   | 32 497 (3,6 %)   | 11 360 (1,3 %)   |
| Litevci      | 21 262 (3,5 %)   | 23 376 (3,2 %)   | 19 647 (2,4 %)   | 18 116 (2,1 %)   | 13 937 (1,5 %)   | 9 769 (1,1 %)    | 4 279 (0,5 %)    |

### Náboženství
Oblast byla do roku 1945 převážně evangelická (povětšinou luteránská) s malými menšinami židů a katolíků. Dominantní luteráni byli organizováni pod tzv. Pruskou unii. Po odsunu Němců byly místní evangelické kostely buď zničeny nebo přesvěceny pro potřeby ruského pravoslaví. Od té doby je pravoslaví dominantní církví. V roce 2012 se k němu hlásilo 30,9 % obyvatel, dalších 34 % obyvatel se hlásilo k víře bez příslušnosti ke konkrétní církvi. Za ateisty se prohlásilo 21,6 % obyvatel a katolíci tvořili 1 %.

## Úvahy o připojení oblasti k dalším zemím
Mimo jiné i v reakci na obsazování části ukrajinského území Ruskem začaly po roce 2014 zaznívat hlasy volající po připojení oblasti k sousedním zemím. Např. litevský poslanec Linas Balsis navrhl na konferenci Svět 2017 odebrat Rusku Kaliningradskou oblast. Podle jeho slov mělo být možné nebo dokonce nutné otevřít otázku, komu oblast patří kvůli tomu, že Sovětský svaz ji dostal do své správy dočasně – do podepsání mírových dohod v Evropě s tím, že Rusko zabralo ukrajinský Krym a tím jako první porušilo pravidlo nedotknutelnosti poválečných hranic.
V roce 2022 se Kaliningrad pod svým exonymem Královec stal předmětem českého internetového memu spočívajícího v satirickém návrhu na jeho připojení (s celou Kaliningradskou oblastí nebo její částí) k Česku jako tzv. Královecký kraj. V květnu 2023 pak skutečně doporučila polská názvoslovná komise užívání polského ekvivalentu českého „Královec“, tedy Królewiec, a to jak pro samotné město, tak pro celou Kaliningradskou oblast (Królewiecká).

## Baltská jaderná elektrárna
Kaliningradská oblast měla mít od roku 2016 vlastní dvojblokovou jadernou elektrárnu. V roce 2008 podepsala místní vláda a agentura Rosatom smlouvu na výstavbu dvou reaktorů VVER-1200 a 25. února 2010 guvernér oblasti Georgij Boos spolu se šéfem Rosatom Sergejem Kirijenkem položili základní kámen elektrárny. Dokončena měla být v roce 2016 a zatím je jediným akcionářem ruská vláda. Jednalo se o projekt, velmi důležitý z mnoha hledisek – je to první elektrárna, kterou Rusko staví "na zelené louce" (předtím pouze dokončovalo staré projekty z dob SSSR), zajistí oblast energií a navíc může změnit energetický profil regionu, neboť Polsko ani pobaltské země funkčními jadernými elektrárnami nedisponují.
Stavba elektrárny započala v roce 2011 budováním pomocných objektů a vytvořením základové desky prvního bloku. Vzhledem k tomu, že se původní exportní cíle v rámci vývozu elektřiny nepodařilo naplnit, v polovině roku 2013 byla stavba elektrárny pozastavena. Šéf Rosatomu Sergej Kirijenko nařídil provést studii možnosti využití menších reaktorů, které by odpovídaly energetickým potřebám regionu. Jednat se mělo o reaktor VVER-640 pro první blok a KLT-40 S pro druhý. Ani v roce 2022 nebylo zatím rozhodnuto o dalším osudu projektu.

## Kaliningradská oblast v obrazech

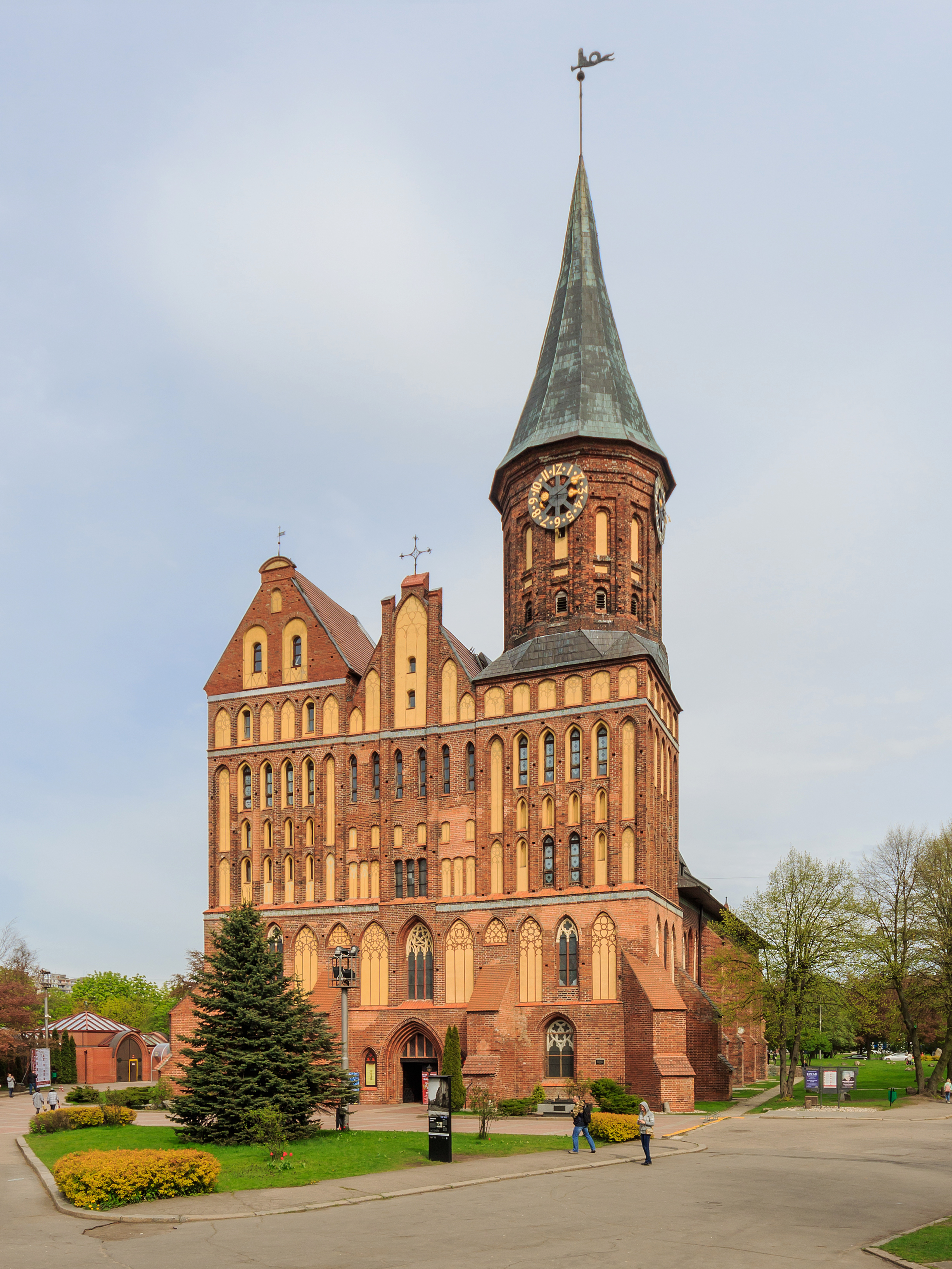
Kaliningradská katedrála sv. Vojtěcha
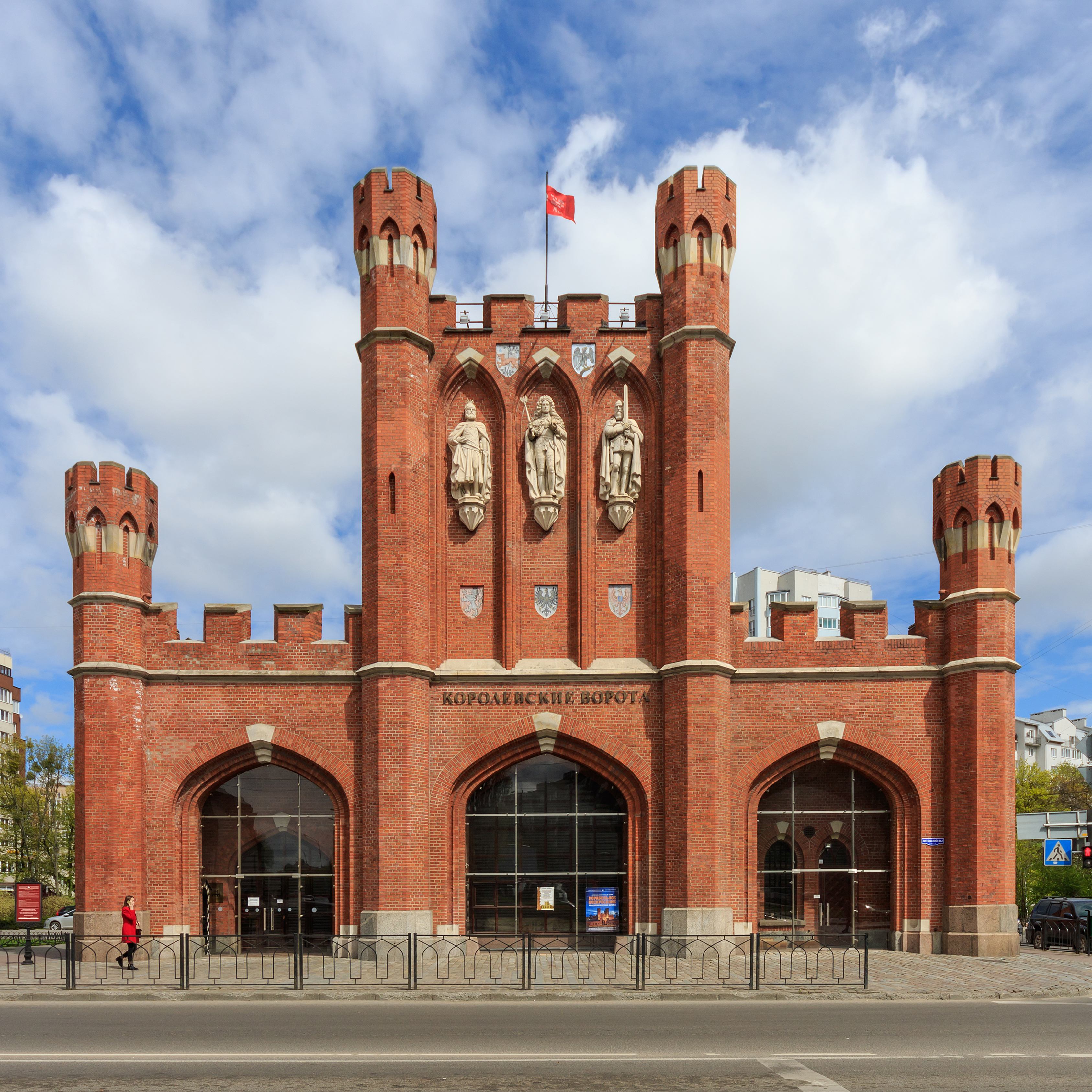
Královská brána v Kaliningradu
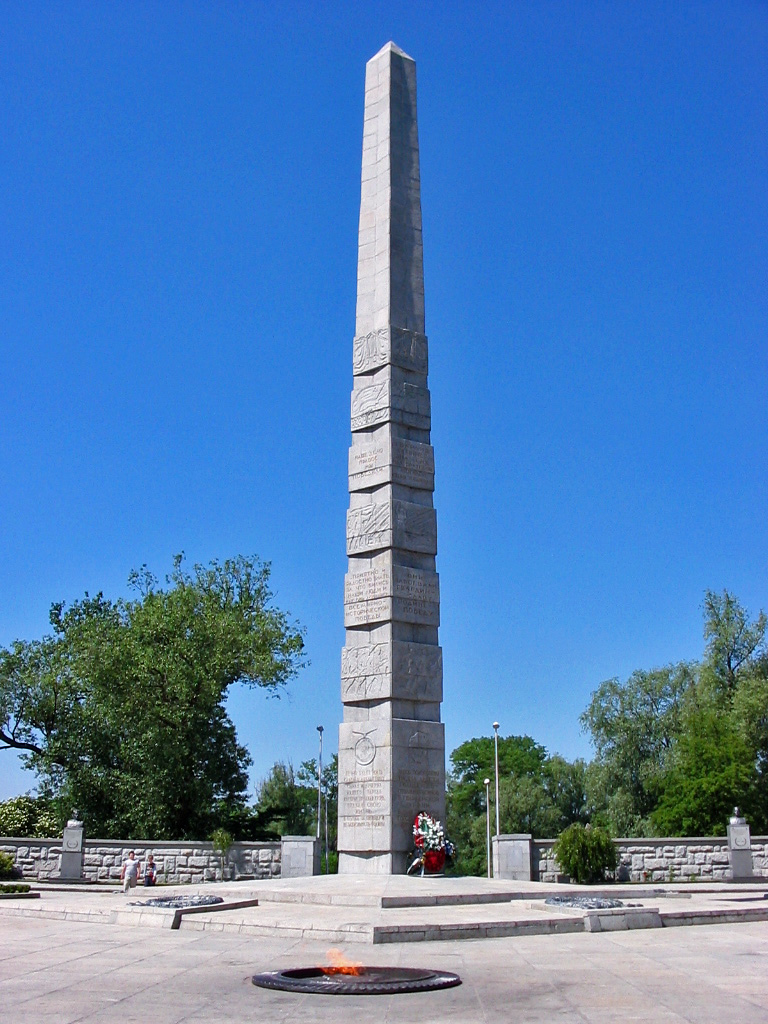
Pomník 1200 padlým rudoarmějcům u Kaliningradu
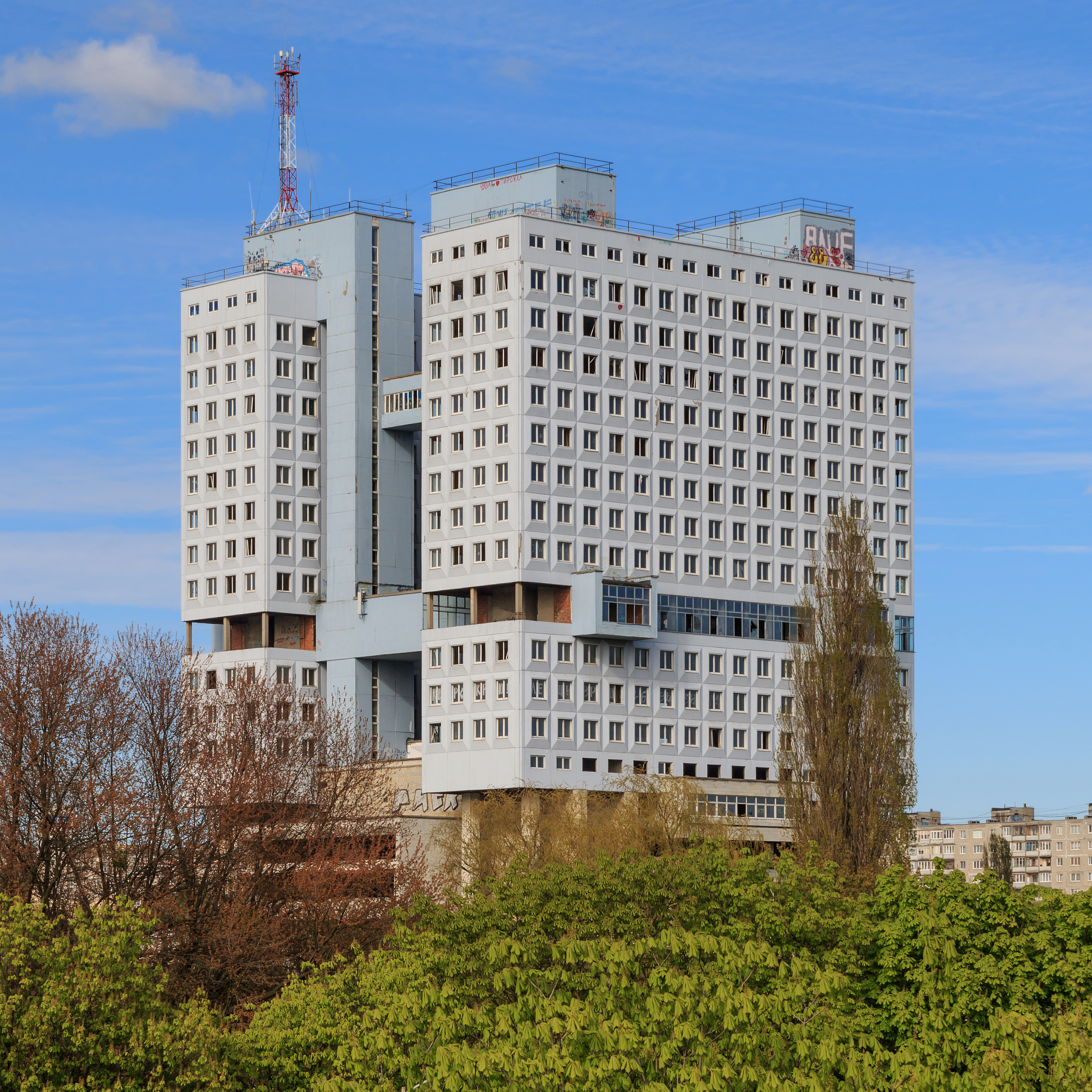
Dům Sovětů
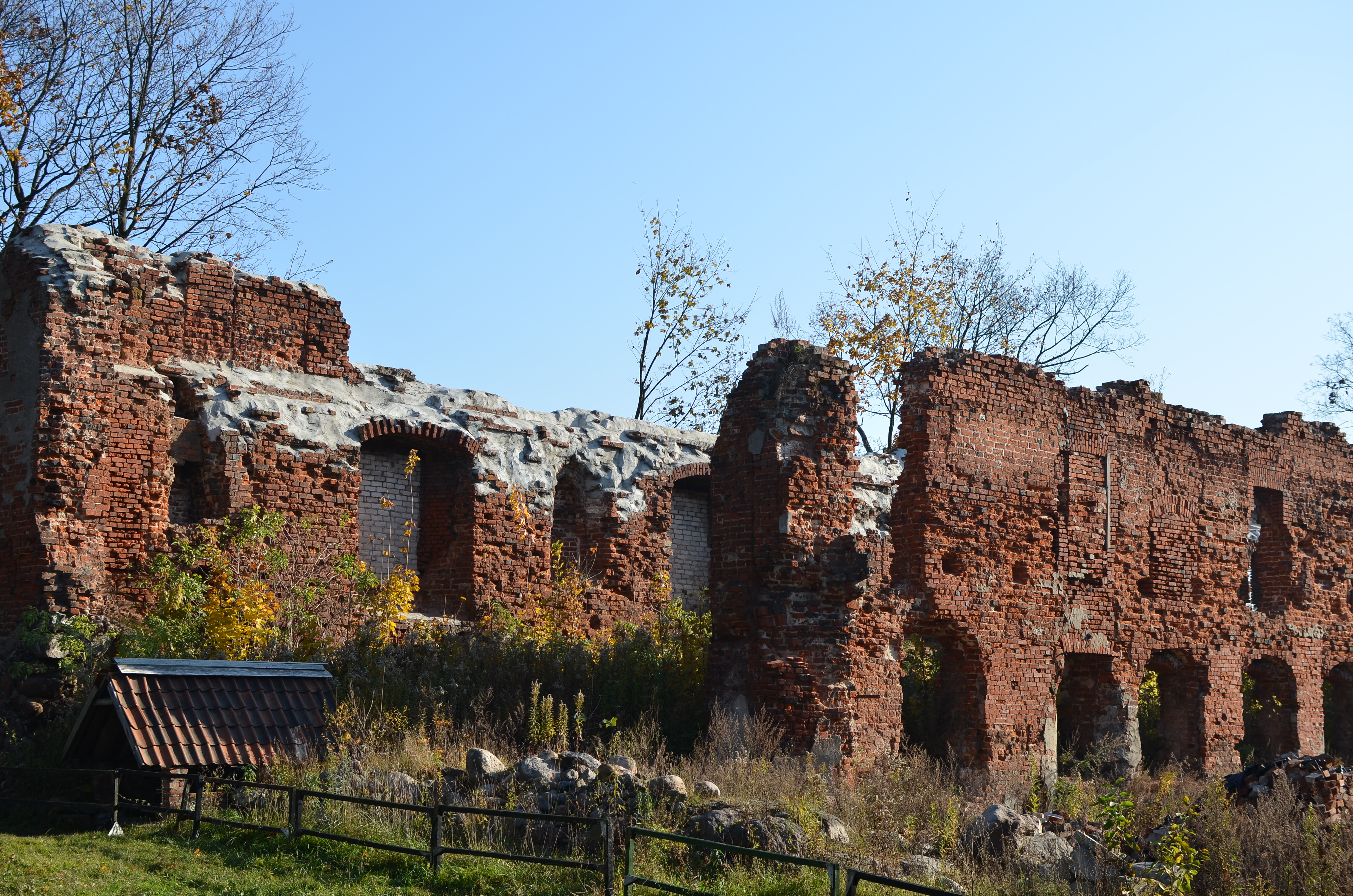
Ruiny původního řádového hradu u Čerňachovsku
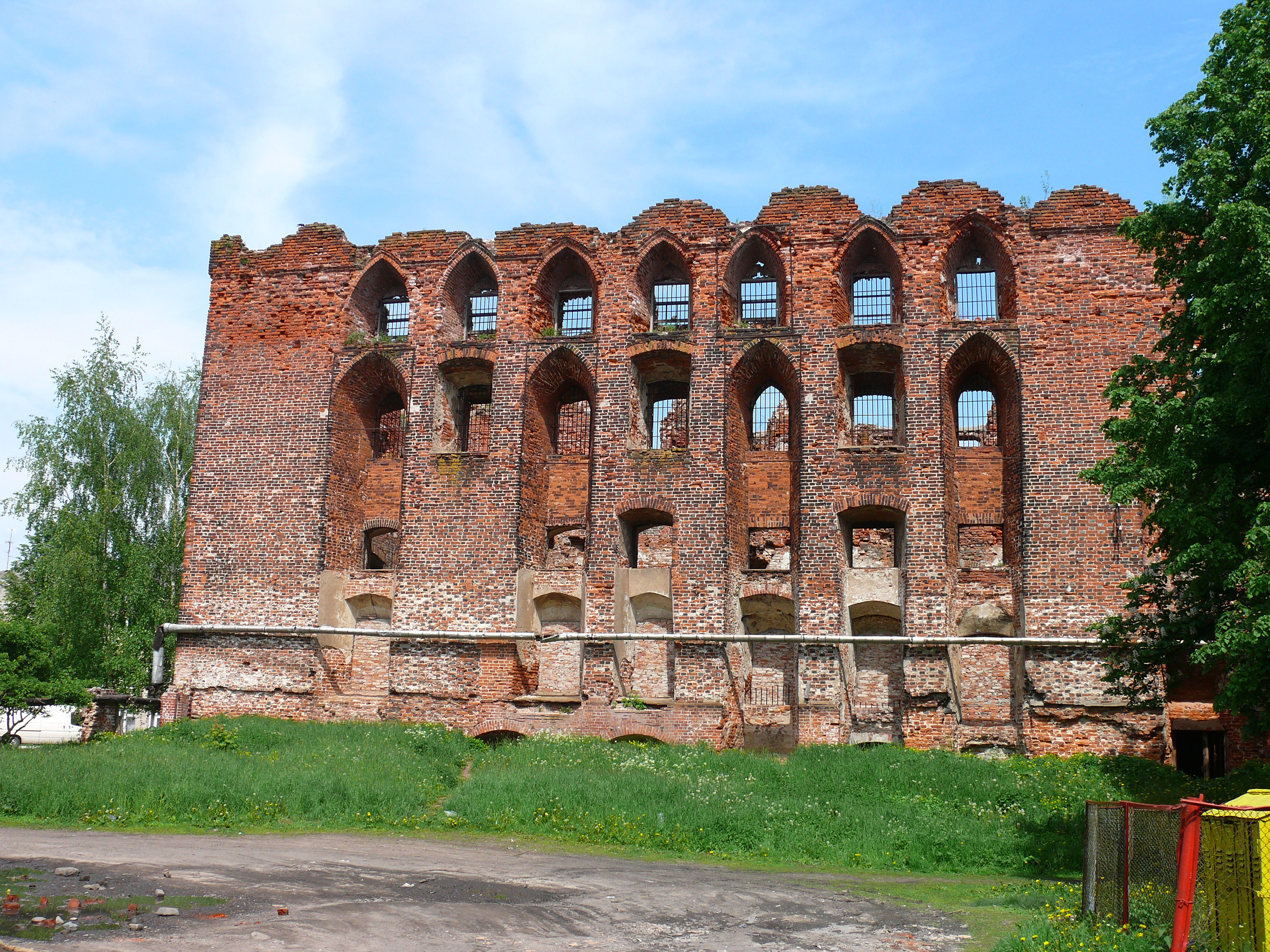
Zřícenina hradu Ragnit u Němanu
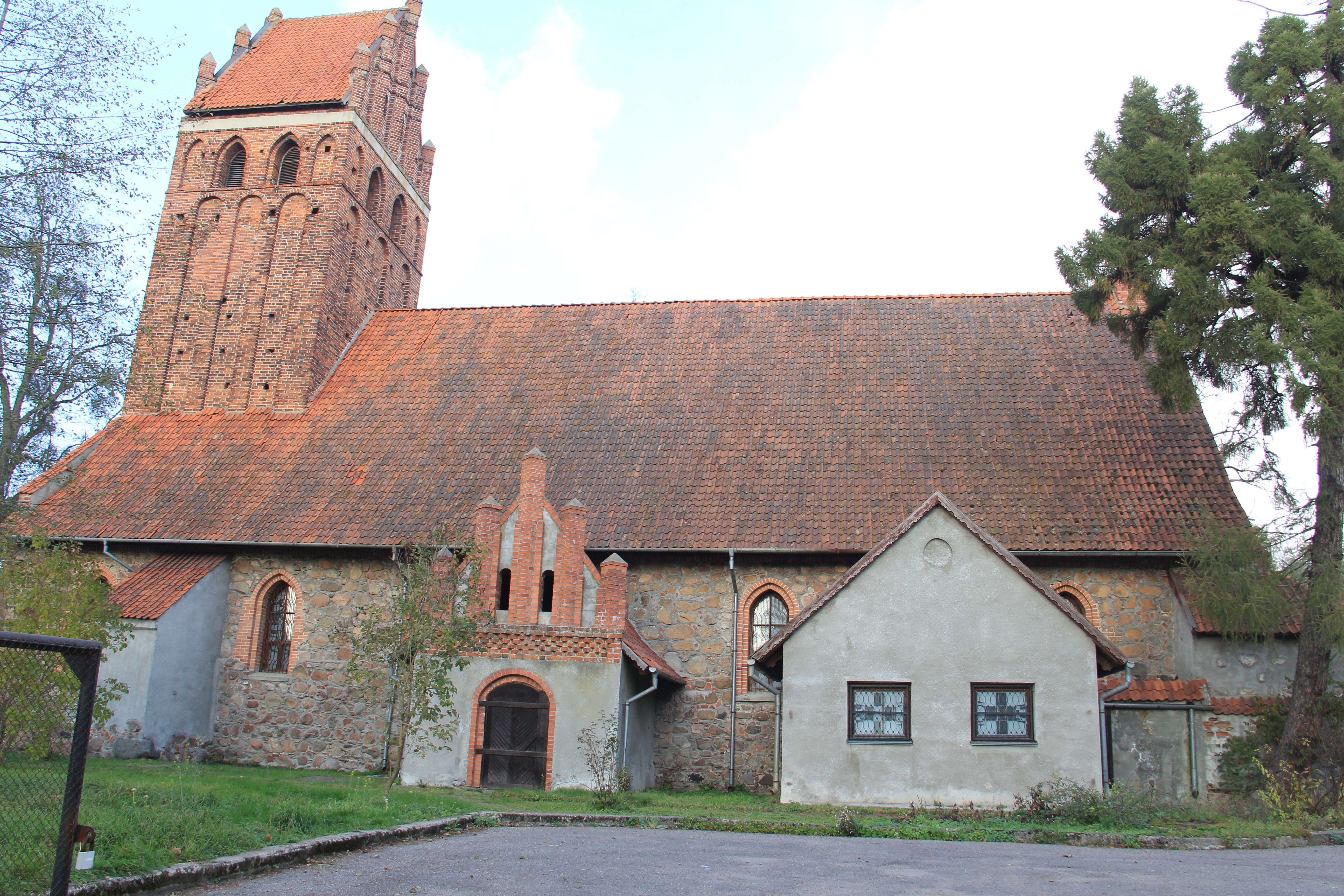
Bývalý evangelický kostel v Gurjevsku
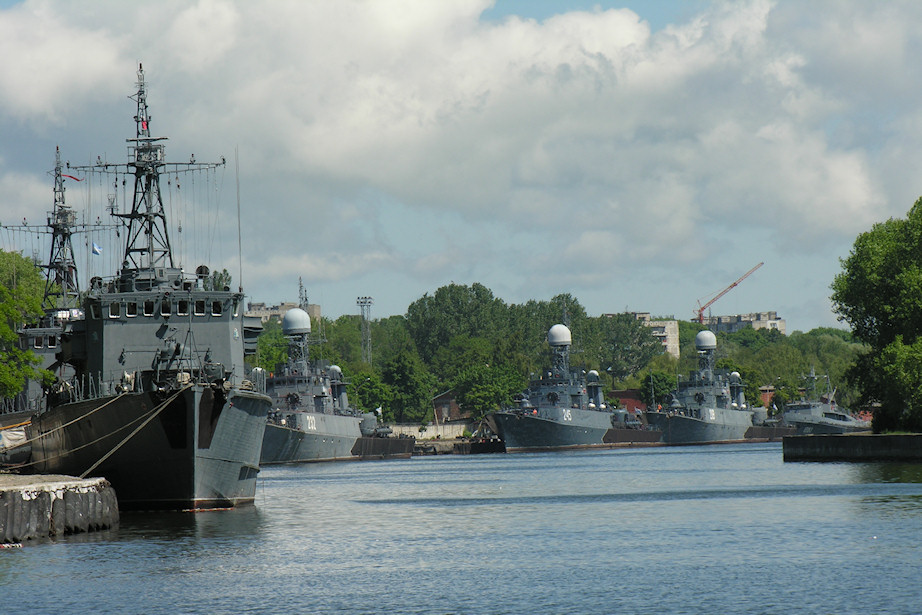
Baltská flotila v Baltijsku
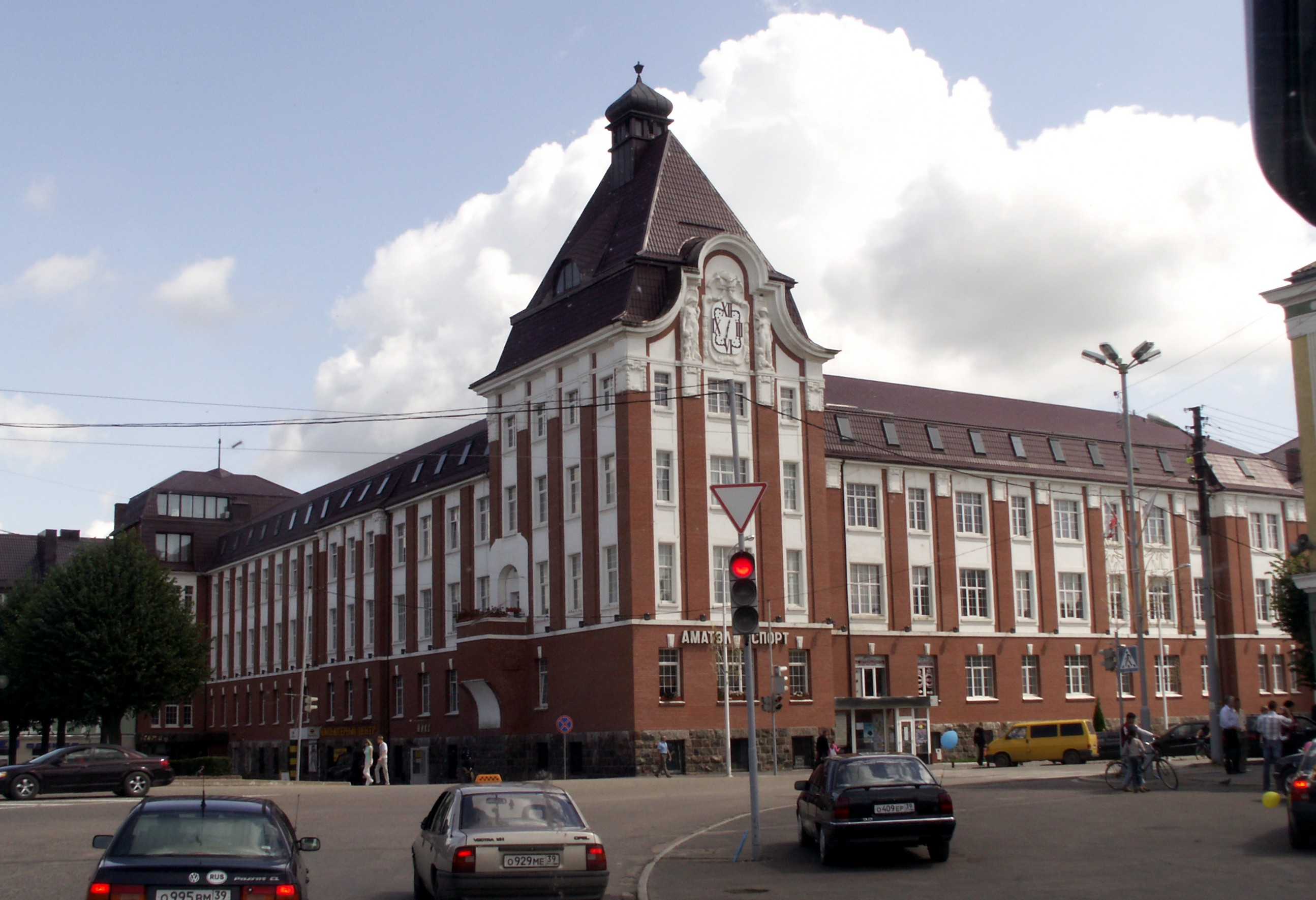
Správní budova v Gusevu
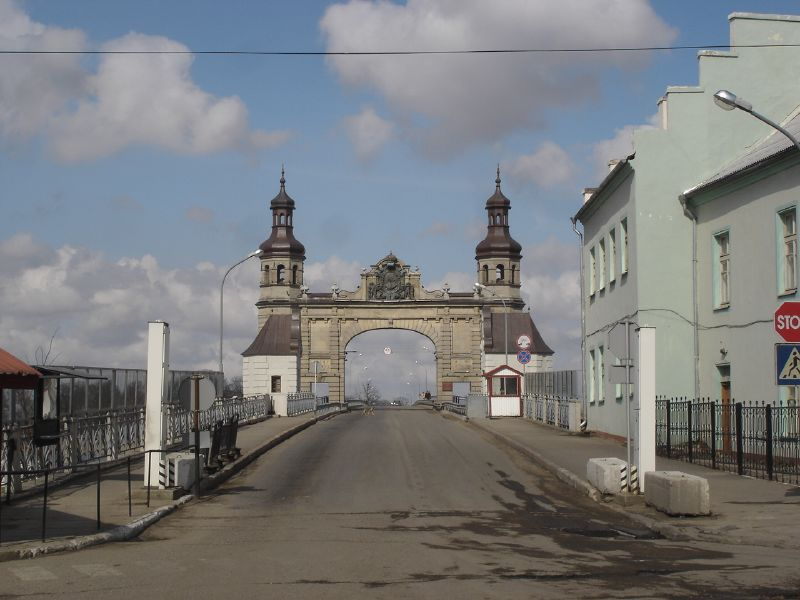
Most královny Luisy (1907) spojuje Sovětsk s Litvou
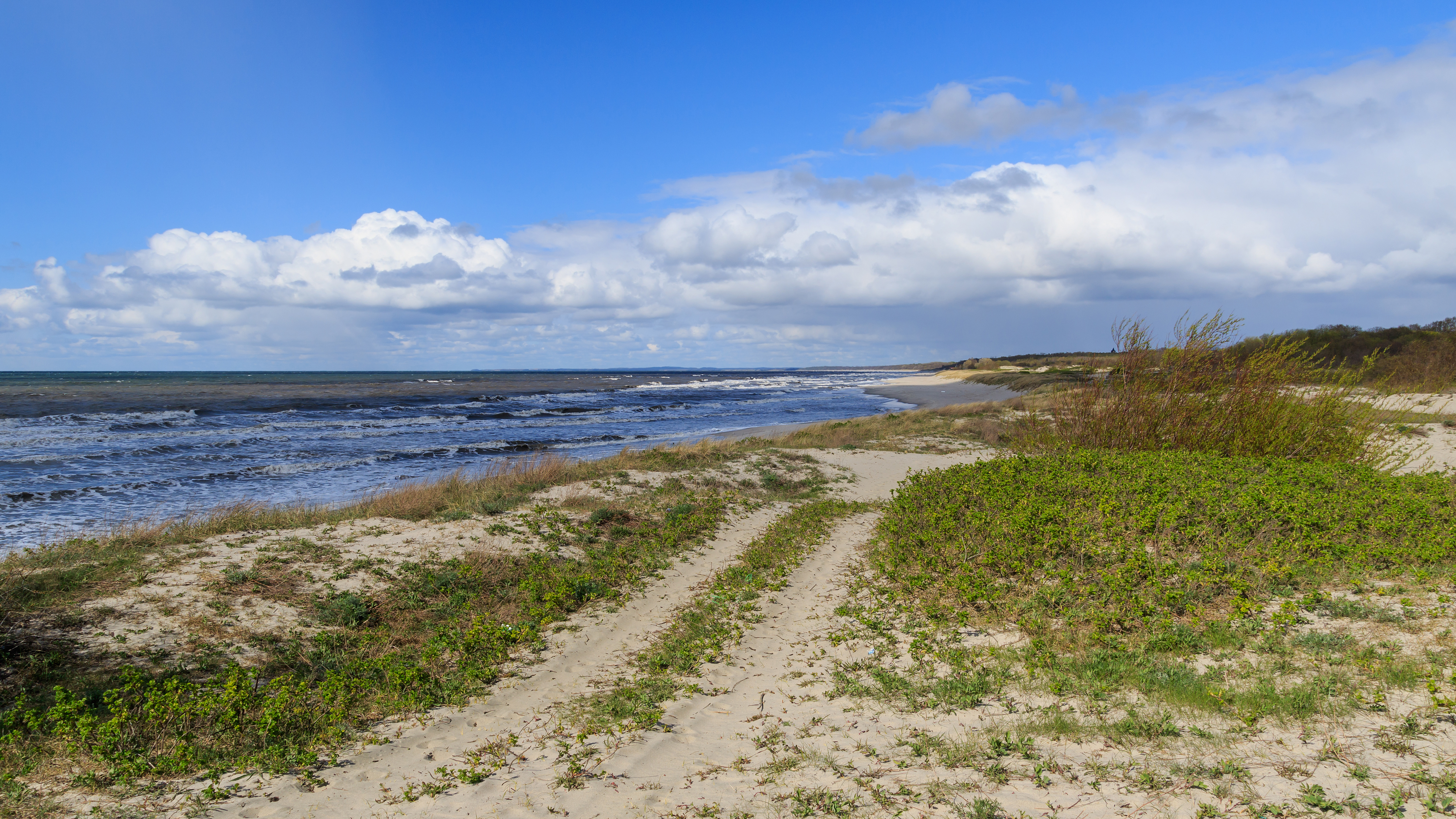
Pobřeží Baltského moře
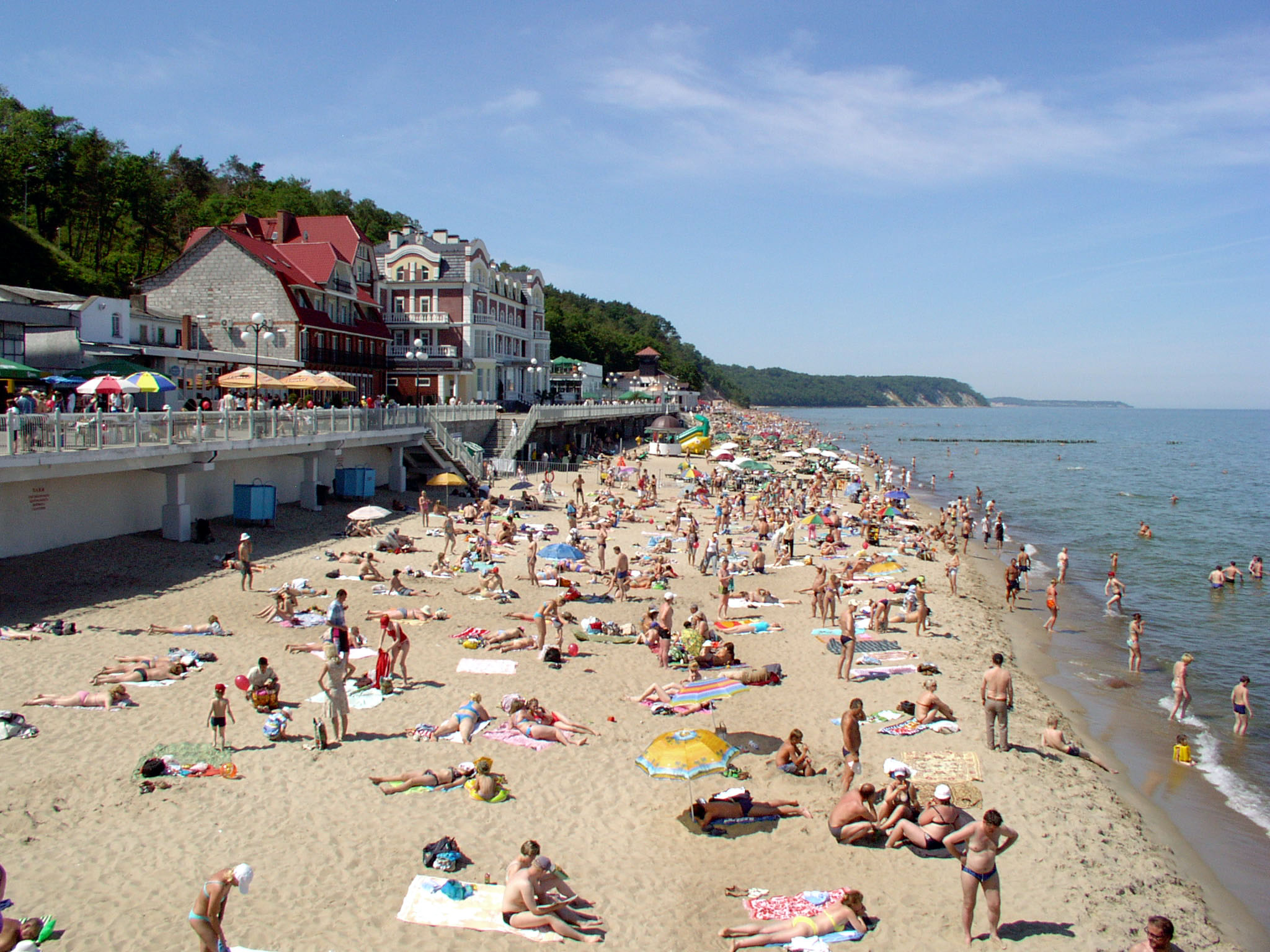
Pláž u města Svetlogorsk
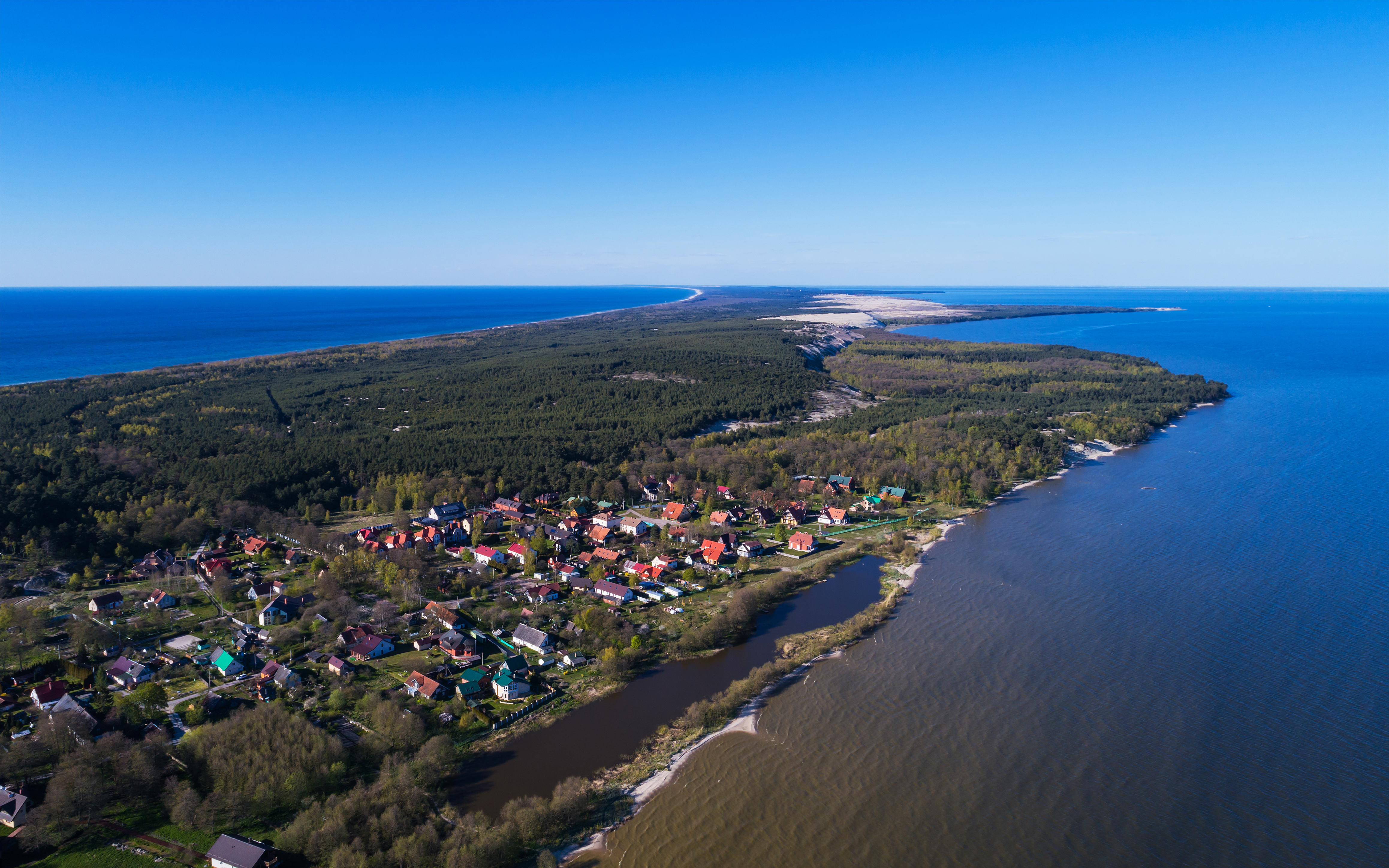
Kurská kosa
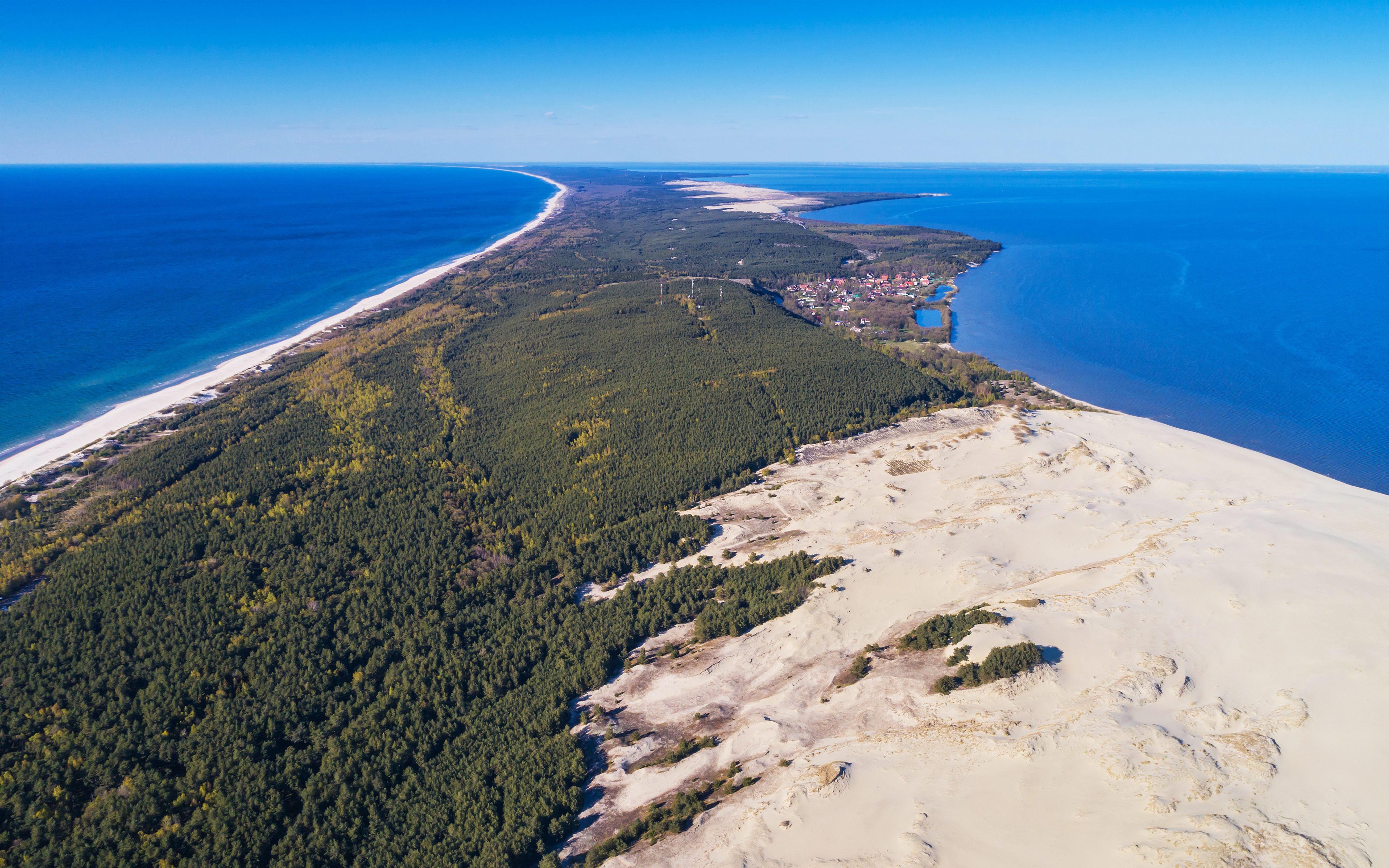
Duny v Kurské kose